# Sergio Ramírez Mercado
Sergio Ramírez Mercado (* 5. srpna 1942, Masatepe, departement Masaya) je nikaragujský spisovatel, novinář, právník a také politik, který se stal v listopadu roku 2017 nositelem Cervantesovy ceny za literaturu.

## Život a dílo
Sergio Ramírez Mercado ukončil v roce 1964 studium práv na Nikaragujské národní autonomní univerzitě (španělsky Universidad Nacional Autónoma de Nicaragua (UNAN)).
Je autorem řady různých prozaických literárních útvarů, jež jsou dle jeho vlastního vyjádření nejenom obecnou historickou kronikou Nikaraguy, nýbrž samotné Latinské Ameriky (srov. „Mi literatura es una crónica general de mi país, y en general de América Latina.“), a mezi něž výběrově náleží Margarita, está linda la mar; Adiós muchachos; No me vayan a haber dejado solo, či Castigo divino.